# ۶۳۴ (پیش از میلاد)
۶۳۴ (پیش از میلاد) ۶۳۴مین سال قبل از تقویم میلادی است.